# Посол Японской империи в Маньчжоу-го
Посол Японской империи в Маньчжоу-го (яп. 満洲国駐箚大日本帝国大使) не только представлял интересы Токио в этой стране, но и осуществлял фактическое руководство этой страной. На должность посла назначались командующие дислоцированной на территории Маньчжоу-го Квантунской армии Японии. Посольство располагалось в столице Маньчжоу-го Синьцзине.

## Список послов
| Период полномочий         | Имя посла       |
| ------------------------- | --------------- |
| Март 1932 — август 1932   | Хондзё Сигэру   |
| Август 1932 — июль 1933   | Муто Нобуёси    |
| Июль 1933 — декабрь 1934  | Хисикари Такаси |
| Декабрь 1934 — март 1936  | Минами Дзиро    |
| Март 1936 — сентябрь 1939 | Уэда Кэнкити    |
| Сентябрь 1939 — июль 1944 | Умэдзу Ёсидзиро |
| Июль 1944 — август 1945   | Ямада Отодзо    |